# Maray
Ne doit pas être confondu avec les communes Marey et Marray
Cet article possède un paronyme, voir Marnay.
Maray est une commune française située dans le département de Loir-et-Cher en région Centre-Val de Loire.
Localisée au sud du département, la commune fait partie de la petite région agricole « la Champagne berrichonne », un vaste plateau calcaire aux ondulations tendues. Elle est drainée par le Cher, la Prée, la Molaine et par divers petits cours d'eau.
L'occupation des sols est marquée par l'importance des espaces agricoles et naturels qui occupent la quasi-totalité du territoire communal. Un espace naturel d'intérêt est présent sur la commune : un site natura 2000. En 2010, l'orientation technico-économique de l'agriculture sur la commune est la culture des céréales et des oléoprotéagineux. À l'instar du département qui a vu disparaître le quart de ses exploitations en dix ans, le nombre d'exploitations agricoles a fortement diminué, passant de 6 en 1988, à 17 en 2000, puis à 17 en 2010.
Avec 233 habitants en 2017, la commune fait partie des 55 communes les plus faiblement peuplées de Loir-et-Cher.

## Géographie

### Localisation et communes limitrophes
La commune de Maray se trouve au sud du département de Loir-et-Cher, dans la petite région agricole de la Champagne berrichonne,. À vol d'oiseau, elle se situe à 56,6 km de Blois, préfecture du département, à 16,4 km de Romorantin-Lanthenay, sous-préfecture, et à 25,1 km de Selles-sur-Cher, chef-lieu du canton de Selles-sur-Cher dont dépend la commune depuis 2015. La commune fait en outre partie du bassin de vie de Vierzon.
Les communes les plus proches sont : Châtres-sur-Cher (2,5 km), Mennetou-sur-Cher (2,8 km), Thénioux (3,1 km) (Cher), Saint-Loup (4,2 km), Saint-Georges-sur-la-Prée (4,5 km) (Cher), Genouilly (6,2 km) (Cher), Langon-sur-Cher (6,3 km), Méry-sur-Cher (7,5 km) (Cher) et Dampierre-en-Graçay (8,5 km) (Cher).

### Paysages et relief
Dans le cadre de la Convention européenne du paysage, adoptée le 20 octobre 2000 et entrée en vigueur en France le 1er juillet 2006, un atlas des paysages de Loir-et-Cher a été élaboré en 2010 par le CAUE de Loir-et-Cher, en collaboration avec la DIREN Centre (devenue DREAL en 2011), partenaire financier. Les paysages du département s'organisent ainsi en huit grands ensembles et 25 unités de paysage,. La commune fait partie de deux unités de paysage : les « marges de la Champagne Berrichonne », au sein de l'ensemble des « confins du Berry », et « le Cher des confins de la Sologne », dans « la vallée du Cher ».
Les marges de la Champagne Berrichonne sont constituées d'un plateau calcaire légèrement festonné par le Cher et ses affluents : le relief s'assouplit doucement en suivant une pente légère avant de basculer plus brutalement sur les coteaux proprement dits, formant des croupes aplanies qui s'avancent en doigts de gant vers la vallée.
À l'entrée dans le département, le Cher s'épanouit sur une grande plaine agricole. Les coteaux, éloignés de 2,5 kilomètres entre Châtres-sur-Cher et Maray, offrent des points de vue remarquables qui se répondent d'une rive à l'autre : vers le sud, le regard porte sur les doux reliefs cultivés des confins du Berry et vers le nord, il embrasse l'immense horizon boisé de Sologne. Puis coteaux entre Mennetou-sur-Cher et Gièvres, un couloir régulier d'1,2 km de large en moyenne dessine une courbe puis la vallée s'ouvre à nouveau à l'approche de Gièvres pour former une petite plaine dont la perception est devenue peu sensible visuellement : la vallée très boisée s'avère souvent imperméable au regard.
L'altitude du territoire communal varie de 85 mètres à 151 mètres,.

### Hydrographie

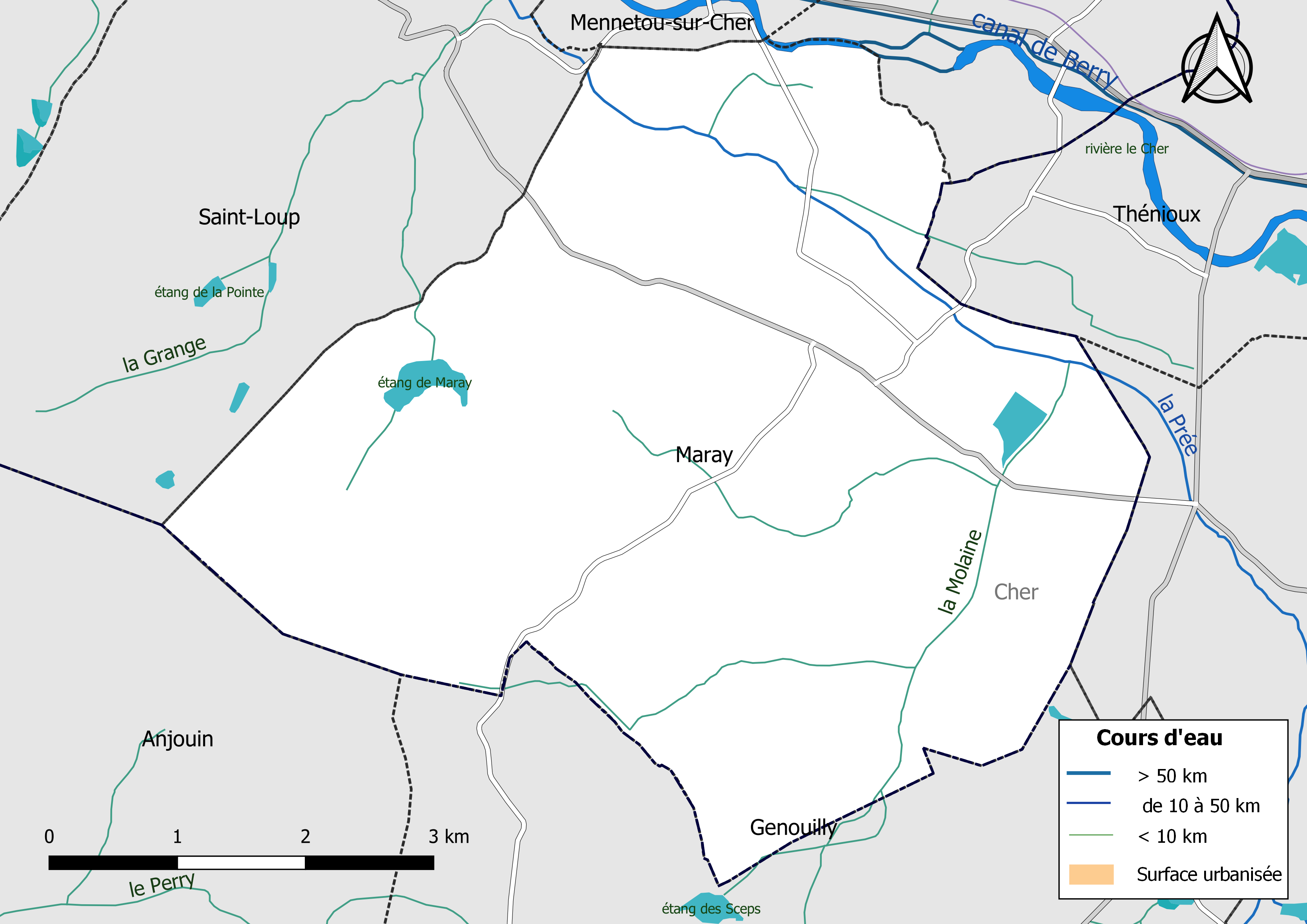
Réseau hydrographique de Maray.

La commune est drainée par le Cher (0,751 km), la Prée (4,864 km), la Molaine et par divers petits cours d'eau, constituant un réseau hydrographique de 20,91 km de longueur totale.
Le Cher, d'une longueur totale de 365,5 km, prend sa source dans la commune de Mérinchal (Creuse) et se jette  dans la Loire à Cinq-Mars-la-Pile (Indre-et-Loire), après avoir traversé 117 communes.
Sur le plan piscicole, ces cours d'eau sont classés en deuxième catégorie, où le peuplement piscicole dominant est constitué de poissons blancs (cyprinidés) et de carnassiers (brochet, sandre et perche).

### Climat
Pour des articles plus généraux, voir Climat du Centre-Val de Loire et Climat de Loir-et-Cher.
En 2010, le climat de la commune est de type climat océanique dégradé des plaines du Centre et du Nord, selon une étude du CNRS s'appuyant sur une série de données couvrant la période 1971-2000. En 2020, Météo-France publie une typologie des climats de la France métropolitaine dans laquelle la commune est exposée à un climat océanique altéré et est dans la région climatique Centre et contreforts nord du Massif Central, caractérisée par un air sec en été et un bon ensoleillement.
Pour la période 1971-2000, la température annuelle moyenne est de 11,5 °C, avec une amplitude thermique annuelle de 14,9 °C. Le cumul annuel moyen de précipitations est de 696 mm, avec 11,4 jours de précipitations en janvier et 6,8 jours en juillet. Pour la période 1991-2020, la température moyenne annuelle observée sur la station météorologique de Météo-France la plus proche, sur la commune de Graçay à 12 km à vol d'oiseau, est de 12,1 °C et le cumul annuel moyen de précipitations est de 741,3 mm,. Pour l'avenir, les paramètres climatiques de la commune estimés pour 2050 selon différents scénarios d'émission de gaz à effet de serre sont consultables sur un site dédié publié par Météo-France en novembre 2022.

### Milieux naturels et biodiversité

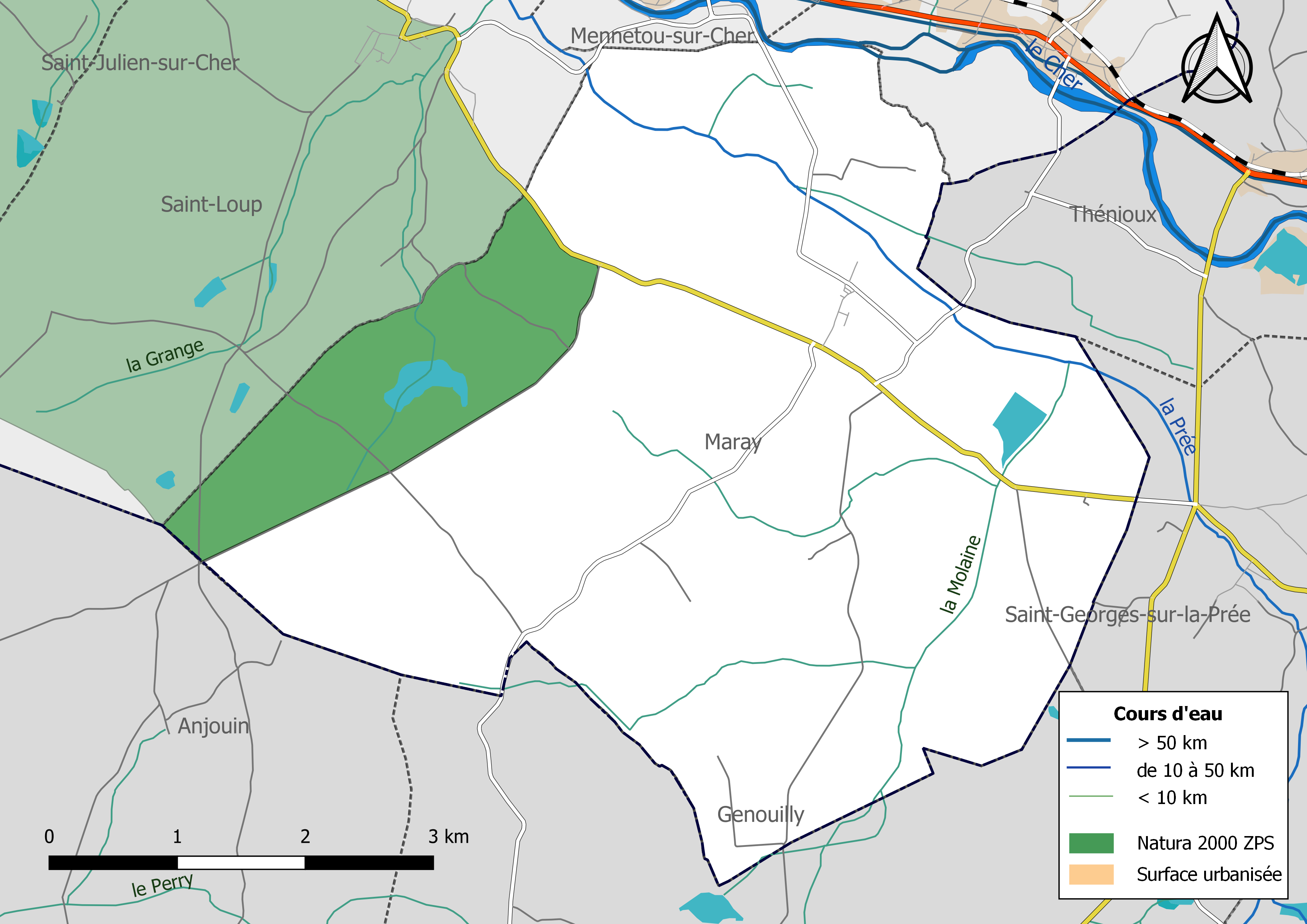
Le site Natura 2000 « Plateau de Chabris / La Chapelle - Montmartin » couvre une frange ouest du territoire communal.

Le réseau Natura 2000 est un réseau écologique européen de sites naturels d'intérêt écologique élaboré à partir des Directives « Habitats » et « Oiseaux ». Ce réseau est constitué de Zones spéciales de conservation (ZSC) et de Zones de protection spéciale (ZPS). Dans les zones de ce réseau, les États membres s'engagent à maintenir dans un état de conservation favorable les types d'habitats et d'espèces concernés, par le biais de mesures réglementaires, administratives ou contractuelles. L'objectif est de promouvoir une gestion adaptée des habitats tout en tenant compte des exigences économiques, sociales et culturelles, ainsi que des particularités régionales et locales de chaque État membre. Les activités humaines ne sont pas interdites, dès lors que celles-ci ne remettent pas en cause significativement l'état de conservation favorable des habitats et des espèces concernés. Une partie du territoire communal est incluse dans le site Natura 2000 suivants : 
une ZPS, le « Plateau de Chabris / La Chapelle - Montmartin », d'une superficie de 16 669 ha.

## Urbanisme

### Typologie
Au 1er janvier 2024, Maray est catégorisée commune rurale à habitat très dispersé, selon la nouvelle grille communale de densité à sept niveaux définie par l'Insee en 2022.
Elle est située hors unité urbaine et hors attraction des villes,.

### Occupation des sols
L'occupation des sols est marquée par l'importance des espaces agricoles et naturels (100 %). La répartition détaillée ressortant en 2012 de la base de données européenne d'occupation biophysique des sols Corine Land Cover est la suivante : 
terres arables (82,2 %), 
zones agricoles hétérogènes (3,8 %), 

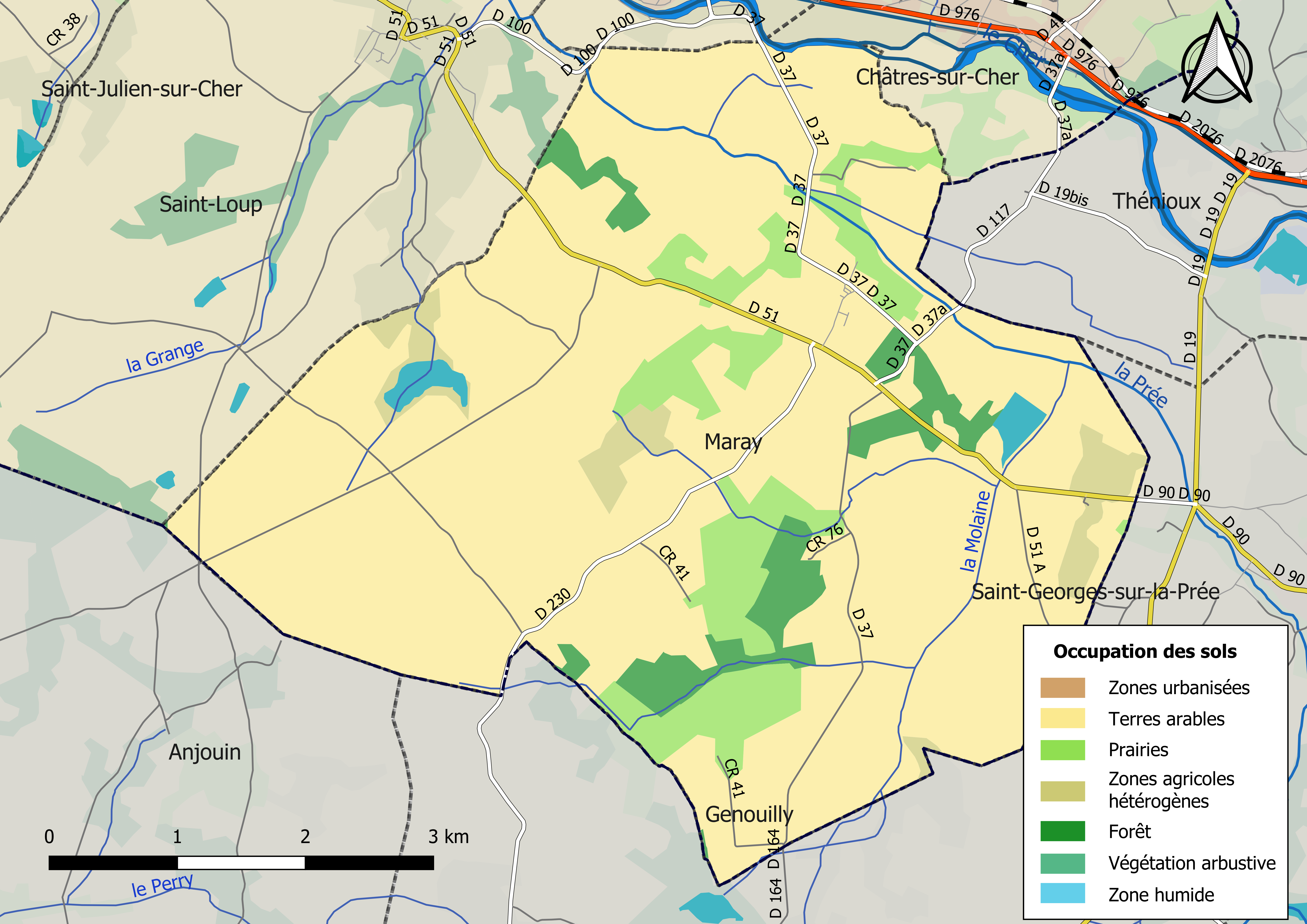
Carte des infrastructures et de l'occupation des sols de la commune en 2018 (CLC).

prairies (9,1 %), 
forêts (4,8 %).

### Planification
En matière de planification, la commune disposait en 2017 d'une carte communale approuvée.

### Habitat et logement
Le tableau ci-dessous présente la typologie des logements à Maray en 2016 en comparaison avec celle du Loir-et-Cher et de la France entière. Une caractéristique marquante du parc de logements est ainsi une proportion de résidences secondaires et logements occasionnels (10,8 %) inférieure à celle du département (18 %) mais supérieure à celle de la France entière (9,6 %). Concernant le statut d'occupation de ces logements, 78,0 % des habitants de la commune sont propriétaires de leur logement (74,1 % en 2011), contre 68,1 % pour le Loir-et-Cher et 57,6 pour la France entière.
|                                                         | Maray | Loir-et-Cher | France entière |
| ------------------------------------------------------- | ----- | ------------ | -------------- |
| Résidences principales (en %)                           | 71,9  | 74,5         | 82,3           |
| Résidences secondaires et logements occasionnels (en %) | 10,8  | 18           | 9,6            |
| Logements vacants (en %)                                | 17,4  | 7,5          | 8,1            |

### Risques majeurs
Le territoire communal de Maray est vulnérable à différents aléas naturels : inondations (par débordement du Cher), climatiques (hiver exceptionnel ou canicule), mouvements de terrains ou sismique (sismicité faible),.

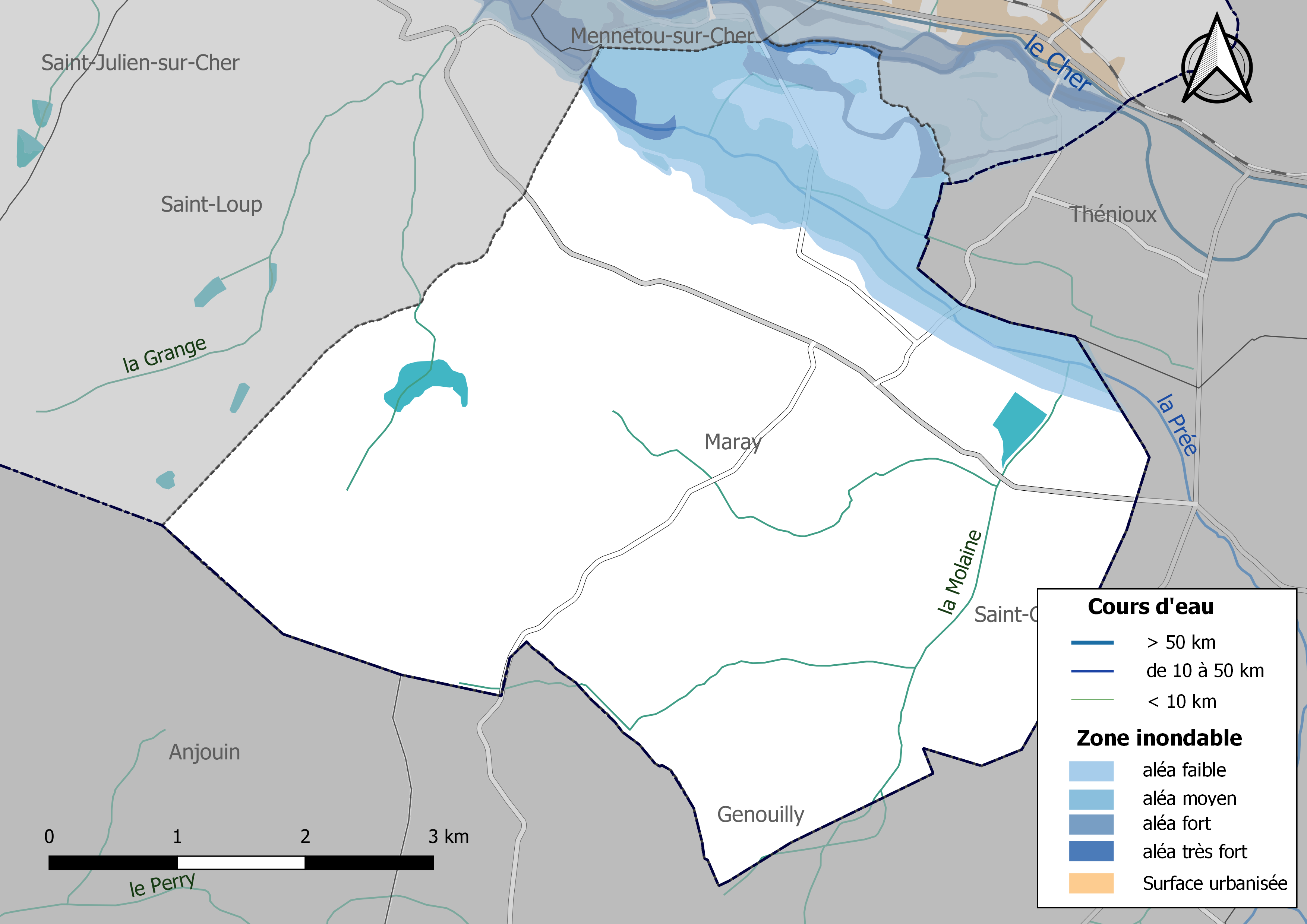
Zones inondables de la commune de Maray.

Les mouvements de terrains susceptibles de se produire sur la commune sont liés au retrait-gonflement des argiles. Le phénomène de retrait-gonflement des argiles est la conséquence d'un changement d'humidité des sols argileux. Les argiles sont capables de fixer l'eau disponible mais aussi de la perdre en se rétractant en cas de sécheresse. Ce phénomène peut provoquer des dégâts très importants sur les constructions (fissures, déformations des ouvertures) pouvant rendre inhabitables certains locaux. La carte de zonage de cet aléa peut être consultée sur le site de l'observatoire national des risques naturels Georisques.
Les crues du Cher sont moins importantes que celles de la Loire, mais elles peuvent provoquer des dégâts importants. Les crues historiques sont celles de 1856 (5 m à l'échelle de Noyers-sur-Cher), 1940 (4,03 m) et 1977 (3,58 m). Le débit maximal historique est de 1 560 m3/s et caractérise une crue de retour supérieur à cent ans pour Montrichard Val de Cher. Le risque d'inondation est pris en compte dans l'aménagement du territoire de la commune par le biais du Plan de prévention du risque inondation (PPRI) du Cher.

## Histoire

### Révolution française et Empire

#### Nouvelle organisation territoriale
Le décret de l'Assemblée nationale du 12 novembre 1789 décrète qu'« il y aura une municipalité dans chaque ville, bourg, paroisse ou communauté de campagne », mais ce n'est qu'avec le décret de la Convention nationale du 10 brumaire an II (31 octobre 1793) que la paroisse de Maray devient formellement « commune de Maray »,.
En 1790, dans le cadre de la création des départements, la municipalité est rattachée au canton de Mennetou et au district de Romorantin. Les cantons sont supprimés, en tant que découpage administratif, par une loi du 26 juin 1793, et ne conservent qu'un rôle électoral, permettant l'élection des électeurs du second degré chargés de désigner les députés,. La Constitution du 5 fructidor an III, appliquée à partir de vendémiaire an IV (1795) supprime les districts, considérés comme des rouages administratifs liés à la Terreur, mais maintient les cantons qui acquièrent dès lors plus d'importance en retrouvant une fonction administrative. Enfin, sous le Consulat, un redécoupage territorial visant à réduire le nombre de justices de paix ramène le nombre de cantons en Loir-et-Cher de 33 à 24. Maray est alors rattachée au canton de Mennetou et à l'arrondissement de Blois par arrêté du 5 vendémiaire an X (26 septembre 1801),,. Cette organisation va rester inchangée pendant près de 150 ans.

## Politique et administration

### Découpage territorial
La commune de Maray est membre de la communauté de communes du Romorantinais et du Monestois, un établissement public de coopération intercommunale (EPCI) à fiscalité propre créé le 1er janvier 2009.
Elle est rattachée sur le plan administratif à l'arrondissement de Romorantin-Lanthenay, au département de Loir-et-Cher et à la région Centre-Val de Loire, en tant que circonscriptions administratives. Sur le plan électoral, elle est rattachée au canton de Selles-sur-Cher depuis 2015 pour l'élection des conseillers départementaux et à la Deuxième circonscription de Loir-et-Cher pour les élections législatives.

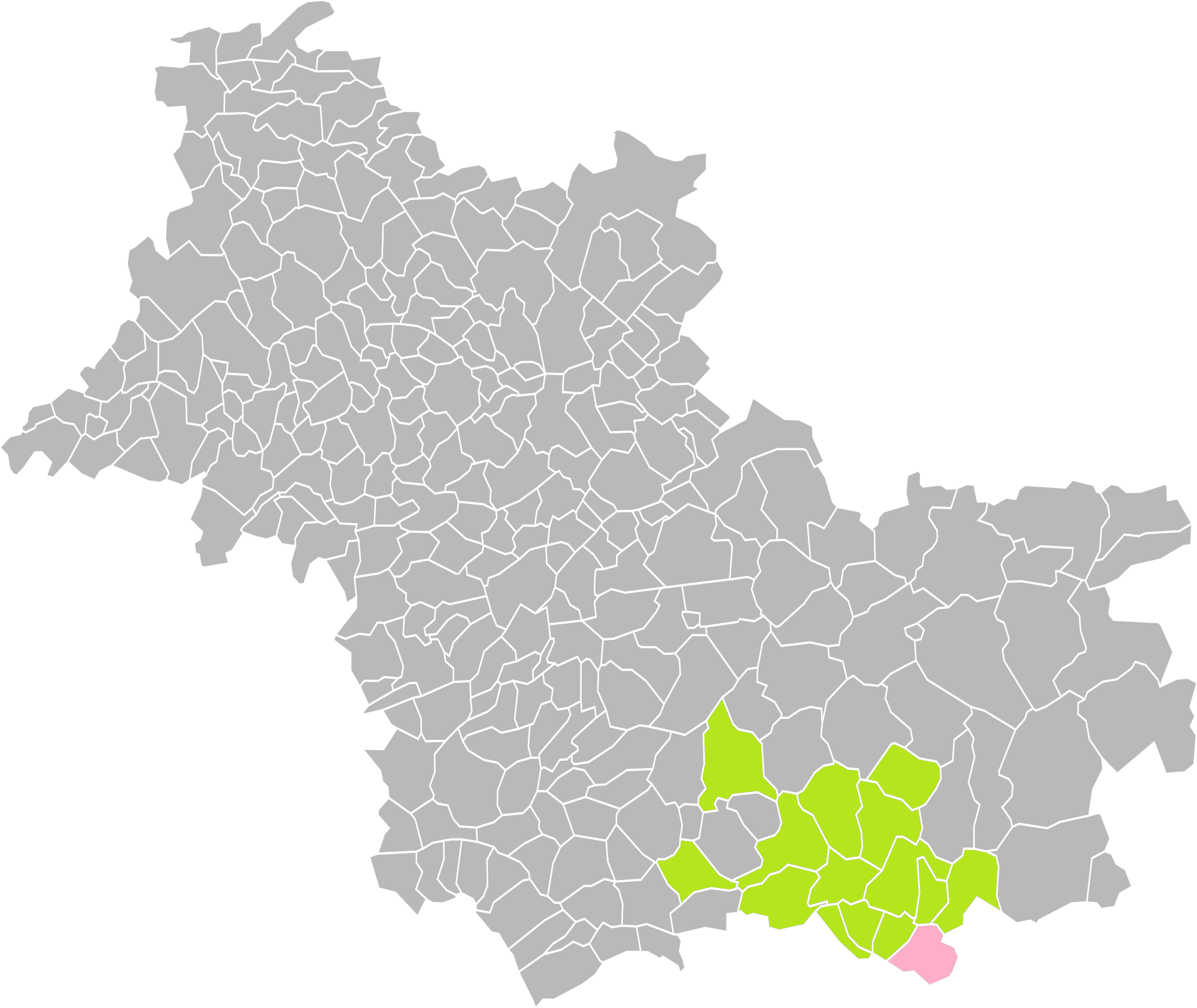
Maray dans l'intercommunalité en 2016.
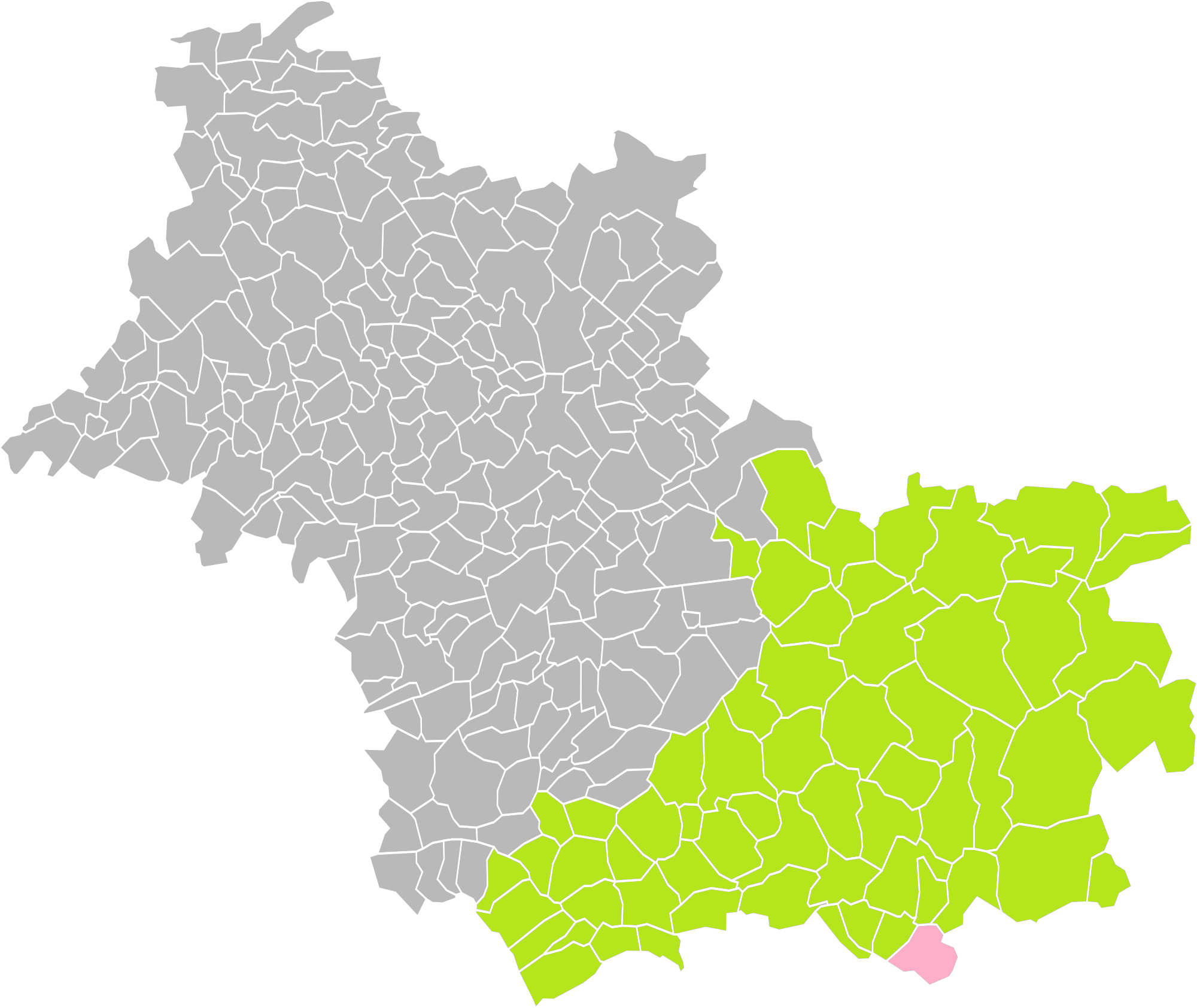
Maray dans l'arrondissement de Romorantin-Lanthenay en 2016.
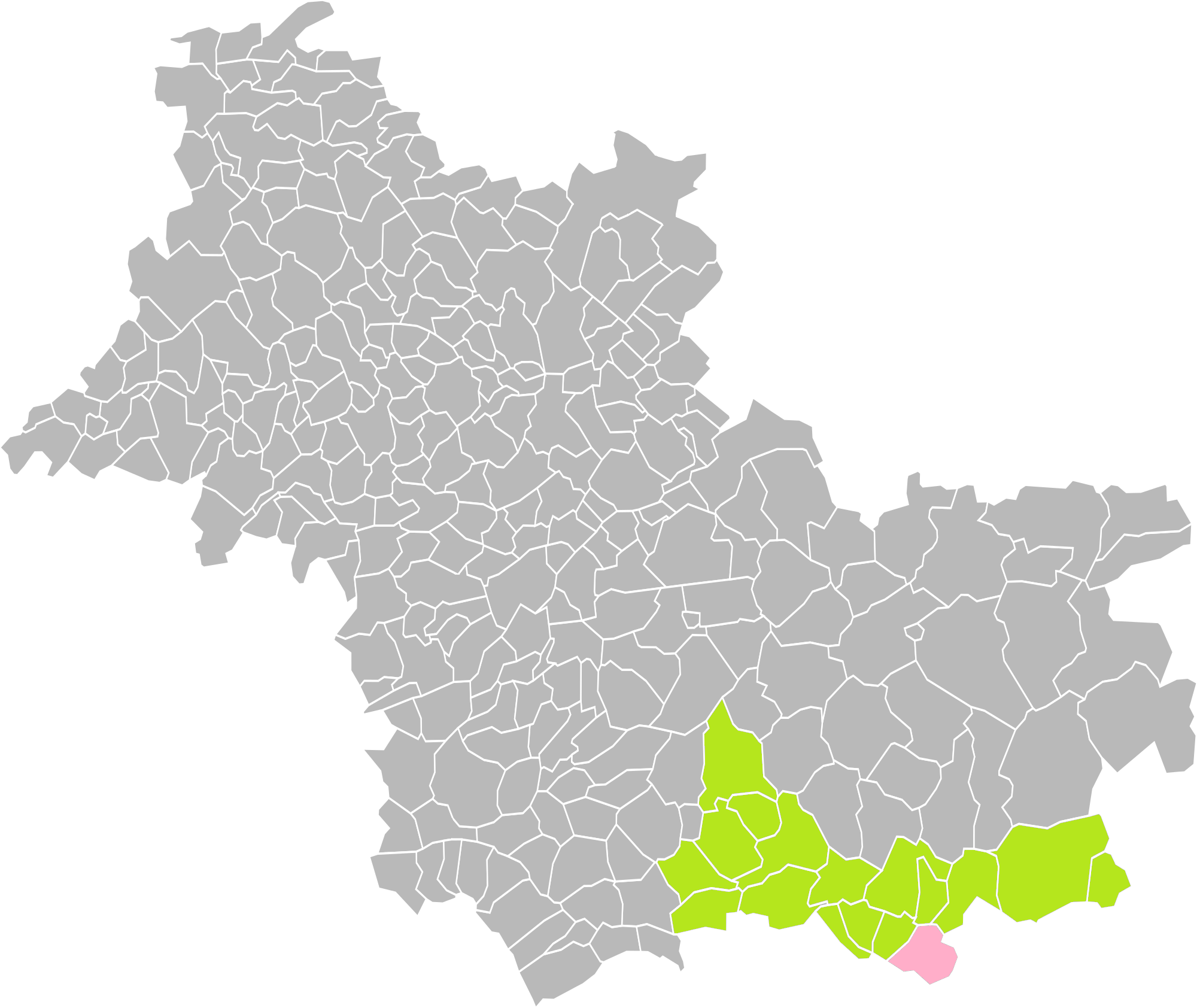
Maray dans le canton de Selles-sur-Cher en 2016.

### Politique et administration municipale

#### Conseil municipal et maire
Le conseil municipal de Maray, commune de moins de 1 000 habitants, est élu au scrutin majoritaire plurinominal avec listes ouvertes et panachage. Compte tenu de la population communale, le nombre de sièges au conseil municipal est de 11. Le maire, à la fois agent de l'État et exécutif de la commune en tant que collectivité territoriale, est élu par le conseil municipal au scrutin secret lors de la première réunion du conseil suivant les élections municipales, pour un mandat de six ans, c'est-à-dire pour la durée du mandat du conseil.
| Période                                  | Période   | Identité         | Étiquette | Qualité                                         |
| ---------------------------------------- | --------- | ---------------- | --------- | ----------------------------------------------- |
| 1953                                     | mars 2001 | Georges Daudu    |           |                                                 |
| mars 2001                                | mars 2014 | Antoine Heurteau |           |                                                 |
| mars 2014                                | En cours  | Gérard Thué,     |           | Ancien artisan, commerçant ou chef d'entreprise |
| Les données manquantes sont à compléter. |           |                  |           |                                                 |

## Équipements et services

### Eau et assainissement
L'organisation de la distribution de l'eau potable, de la collecte et du traitement des eaux usées et pluviales relève des communes. La compétence eau et assainissement des communes est un service public industriel et commercial (SPIC).

#### Alimentation en eau potable
Le service d'eau potable comporte trois grandes étapes : le captage, la potabilisation et la distribution d'une eau potable conforme aux normes de qualité fixées pour protéger la santé humaine. En 2019, la commune est membre du syndicat intercommunal à vocation multiple du canton de Mennetou-sur-Cher qui assure le service en le délégant à une entreprise privée, Veolia dont le contrat arrive à échéance le 31 décembre 2020.

#### Assainissement des eaux usées
En 2019, la gestion du service d'assainissement collectif de la commune de Maray est assurée par le syndicat intercommunal à vocation multiple du canton de Mennetou-sur-Cher. Cet établissement public a délégué le service à une entreprise privée, Veolia, dont le contrat arrive à échéance le 31 décembre 2027.
Une station de traitement des eaux usées est en service au 1er janvier 2019 sur le territoire communal : 
« Les Grandes Terres », un équipement utilisant la technique du lagunage naturel, dont la capacité est de 300 EH, mis en service le 1er février 2008.
L'assainissement non collectif (ANC) désigne les installations individuelles de traitement des eaux domestiques qui ne sont pas desservies par un réseau public de collecte des eaux usées et qui doivent en conséquence traiter elles-mêmes leurs eaux usées avant de les rejeter dans le milieu naturel. Le Syndicat intercommunal à vocation multiple du canton de Mennetou-sur-Cher assure pour le compte de la commune le service public d'assainissement non collectif (SPANC), qui a pour mission de vérifier la bonne exécution des travaux de réalisation et de réhabilitation, ainsi que le bon fonctionnement et l'entretien des installations.

### Sécurité, justice et secours
La sécurité de la commune est assurée par la brigade de gendarmerie de Mennetou-sur-Cher qui dépend du groupement de gendarmerie départementale de Loir-et-Cher installé à Blois.
En matière de justice, Maray relève du conseil de prud'hommes de Blois, de la Cour d'appel d'Orléans (juridiction de Blois), de la Cour d'assises de Loir-et-Cher, du tribunal administratif de Blois, du tribunal de commerce de Blois et du tribunal judiciaire de Blois.

## Population et société

### Démographie

#### Évolution démographique
L'évolution du nombre d'habitants est connue à travers les recensements de la population effectués dans la commune depuis 1793. Pour les communes de moins de 10 000 habitants, une enquête de recensement portant sur toute la population est réalisée tous les cinq ans, les populations de référence des années intermédiaires étant quant à elles estimées par interpolation ou extrapolation. Pour la commune, le premier recensement exhaustif entrant dans le cadre du nouveau dispositif a été réalisé en 2007.

En 2022, la commune comptait 226 habitants, en évolution de −2,59 % par rapport à 2016 (Loir-et-Cher : −1,15 %, France hors Mayotte : +2,11 %).
| 1793 | 1800 | 1806 | 1821 | 1831 | 1836 | 1841 | 1846 | 1851 |
| ---- | ---- | ---- | ---- | ---- | ---- | ---- | ---- | ---- |
| 300  | 297  | 296  | 351  | 244  | 564  | 553  | 611  | 632  |

| 1856 | 1861 | 1866 | 1872 | 1876 | 1881 | 1886 | 1891 | 1896 |
| ---- | ---- | ---- | ---- | ---- | ---- | ---- | ---- | ---- |
| 631  | 610  | 604  | 569  | 596  | 566  | 562  | 570  | 550  |

| 1901 | 1906 | 1911 | 1921 | 1926 | 1931 | 1936 | 1946 | 1954 |
| ---- | ---- | ---- | ---- | ---- | ---- | ---- | ---- | ---- |
| 563  | 566  | 515  | 496  | 448  | 429  | 411  | 365  | 357  |

| 1962 | 1968 | 1975 | 1982 | 1990 | 1999 | 2006 | 2007 | 2012 |
| ---- | ---- | ---- | ---- | ---- | ---- | ---- | ---- | ---- |
| 341  | 344  | 293  | 297  | 294  | 252  | 237  | 235  | 233  |

| 2017 | 2022 | - | - | - | - | - | - | - |
| ---- | ---- | - | - | - | - | - | - | - |
| 233  | 226  | - | - | - | - | - | - | - |

#### Pyramide des âges
En 2018, le taux de personnes d'un âge inférieur à 30 ans s'élève à 29,6 %, soit en dessous de la moyenne départementale (31,3 %). À l'inverse, le taux de personnes d'âge supérieur à 60 ans est de 35,6 % la même année, alors qu'il est de 31,6 % au niveau départemental.
En 2018, la commune comptait 114 hommes pour 119 femmes, soit un taux de 51,07 % de femmes, légèrement inférieur au taux départemental (51,45 %).
Les pyramides des âges de la commune et du département s'établissent comme suit.
| Hommes | Classe d’âge | Femmes |
| ------ | ------------ | ------ |
| 0,0    | 90 ou +      | 2,5    |
| 5,2    | 75-89 ans    | 7,4    |
| 28,7   | 60-74 ans    | 27,3   |
| 17,5   | 45-59 ans    | 16,7   |
| 20,3   | 30-44 ans    | 15,3   |
| 11,5   | 15-29 ans    | 9,3    |
| 17,0   | 0-14 ans     | 21,4   |

| Hommes | Classe d’âge | Femmes |
| ------ | ------------ | ------ |
| 1,1    | 90 ou +      | 2,6    |
| 9,2    | 75-89 ans    | 11,9   |
| 19,7   | 60-74 ans    | 20,4   |
| 20,7   | 45-59 ans    | 20     |
| 16,5   | 30-44 ans    | 16,2   |
| 15,2   | 15-29 ans    | 13,2   |
| 17,6   | 0-14 ans     | 15,7   |

## Économie

### Secteurs d'activité
Le tableau ci-dessous détaille le nombre d'entreprises implantées à Maray selon leur secteur d'activité et le nombre de leurs salariés :
|                                                              | total | % com (% dep) | 0 salarié | 1 à 9 salarié(s) | 10 à 19 salariés | 20 à 49 salariés | 50 salariés ou plus |
| ------------------------------------------------------------ | ----- | ------------- | --------- | ---------------- | ---------------- | ---------------- | ------------------- |
| Ensemble                                                     | 33    | 100,0 (100)   | 27        | 6                | 0                | 0                | 0                   |
| Agriculture, sylviculture et pêche                           | 15    | 45,5 (11,8)   | 12        | 3                | 0                | 0                | 0                   |
| Industrie                                                    | 0     | 0,0 (6,5)     | 0         | 0                | 0                | 0                | 0                   |
| Construction                                                 | 6     | 18,2 (10,3)   | 4         | 2                | 0                | 0                | 0                   |
| Commerce, transports, services divers                        | 10    | 30,3 (57,9)   | 10        | 0                | 0                | 0                | 0                   |
| dont commerce et réparation automobile                       | 2     | 6,1 (17,5)    | 2         | 0                | 0                | 0                | 0                   |
| Administration publique, enseignement, santé, action sociale | 2     | 6,1 (13,5)    | 1         | 1                | 0                | 0                | 0                   |
| Champ : ensemble des activités.                              |       |               |           |                  |                  |                  |                     |

Le secteur agricole est important puisqu'il représente 45,5 % du nombre d'entreprises de la commune (15 sur 33), contre 11,8 % au niveau départemental.
Sur les 33 entreprises implantées à Maray en 2016, 27 ne font appel à aucun salarié et 6 comptent 1 à 9 salariés

### Agriculture
En 2010, l'orientation technico-économique de l'agriculture sur la commune est diverses cultures (hors céréales et oléoprotéagineux, fleurs et fruits). Le département a perdu près d'un quart de ses exploitations en 10 ans, entre 2000 et 2010 (c'est le département de la région Centre-Val de Loire qui en compte le moins). Cette tendance se retrouve également au niveau de la commune où le nombre d'exploitations est passé de 22 en 1988 à 17 en 2000 puis à 17 en 2010. Parallèlement, la taille de ces exploitations augmente, passant de 90 ha en 1988 à 108 ha en 2010.
Le tableau ci-dessous présente les principales caractéristiques des exploitations agricoles de Maray, observées sur une période de 22 ans : 
|                                      | 1988                 | 2000                 | 2010                 |
| Dimension économique                 | Dimension économique | Dimension économique | Dimension économique |
| ------------------------------------ | -------------------- | -------------------- | -------------------- |
| Nombre d'exploitations (u)           | 22                   | 17                   | 17                   |
| Travail (UTA)                        | 41                   | 30                   | 31                   |
| Surface agricole utilisée (ha)       | 1 973                | 1 824                | 1 837                |
| Cultures                             |                      |                      |                      |
| Terres labourables (ha)              | 1 677                | 1 687                | 1 583                |
| Céréales (ha)                        | 973                  | 730                  | 962                  |
| dont blé tendre (ha)                 | 373                  | 487                  | 510                  |
| dont maïs-grain et maïs-semence (ha) | 332                  | 54                   | 104                  |
| Tournesol (ha)                       | 365                  | 182                  | 134                  |
| Colza et navette (ha)                | 147                  | 215                  | 154                  |
| Élevage                              |                      |                      |                      |
| Cheptel (UGBTA)                      | 417                  | 535                  | 526                  |

.

#### Produits labellisés
La commune de Maray est située dans l'aire de l'appellation d'origine protégée (AOP)  de deux produits : deux fromages (le Selles-sur-cher et le Valençay).
Le territoire de la commune est également intégré aux aires de productions de divers produits bénéficiant d'une indication géographique protégée (IGP) : le vin Val-de-loire, les volailles de l’Orléanais et les volailles du Berry,.

Quelques produits labellisés de Maray.
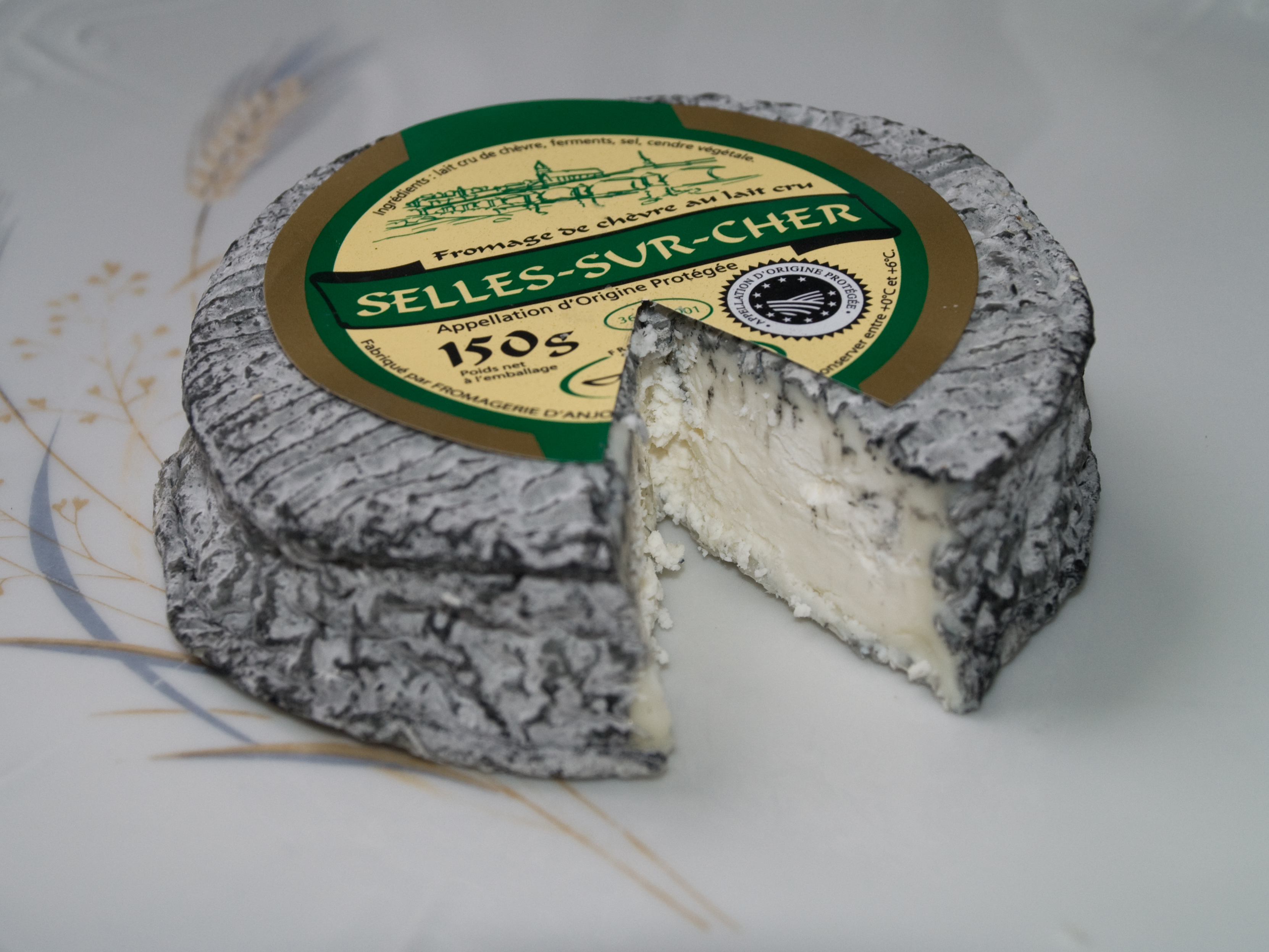
Selles-sur-cher.
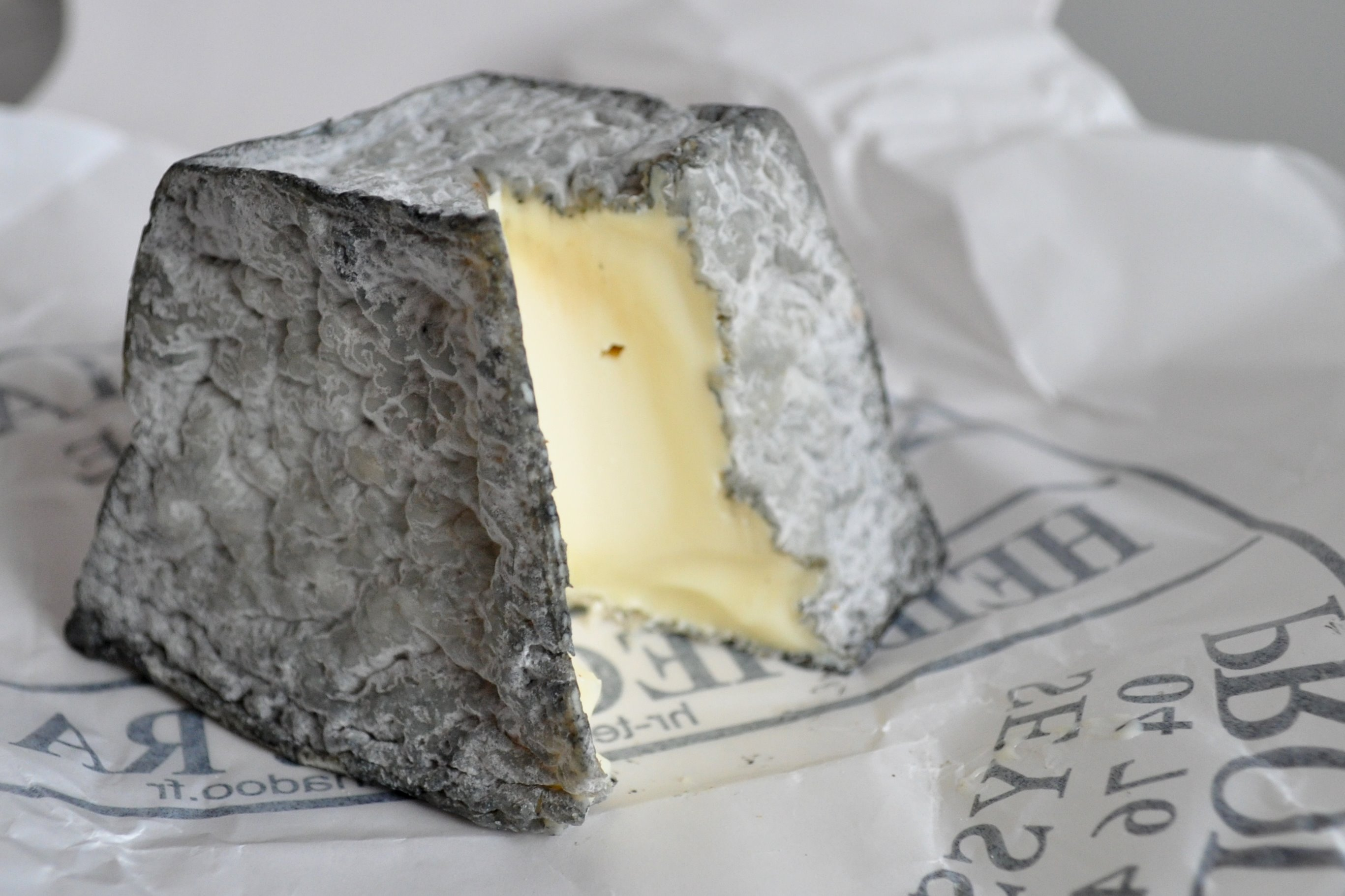
Fromage de Valençay.

## Culture locale et patrimoine

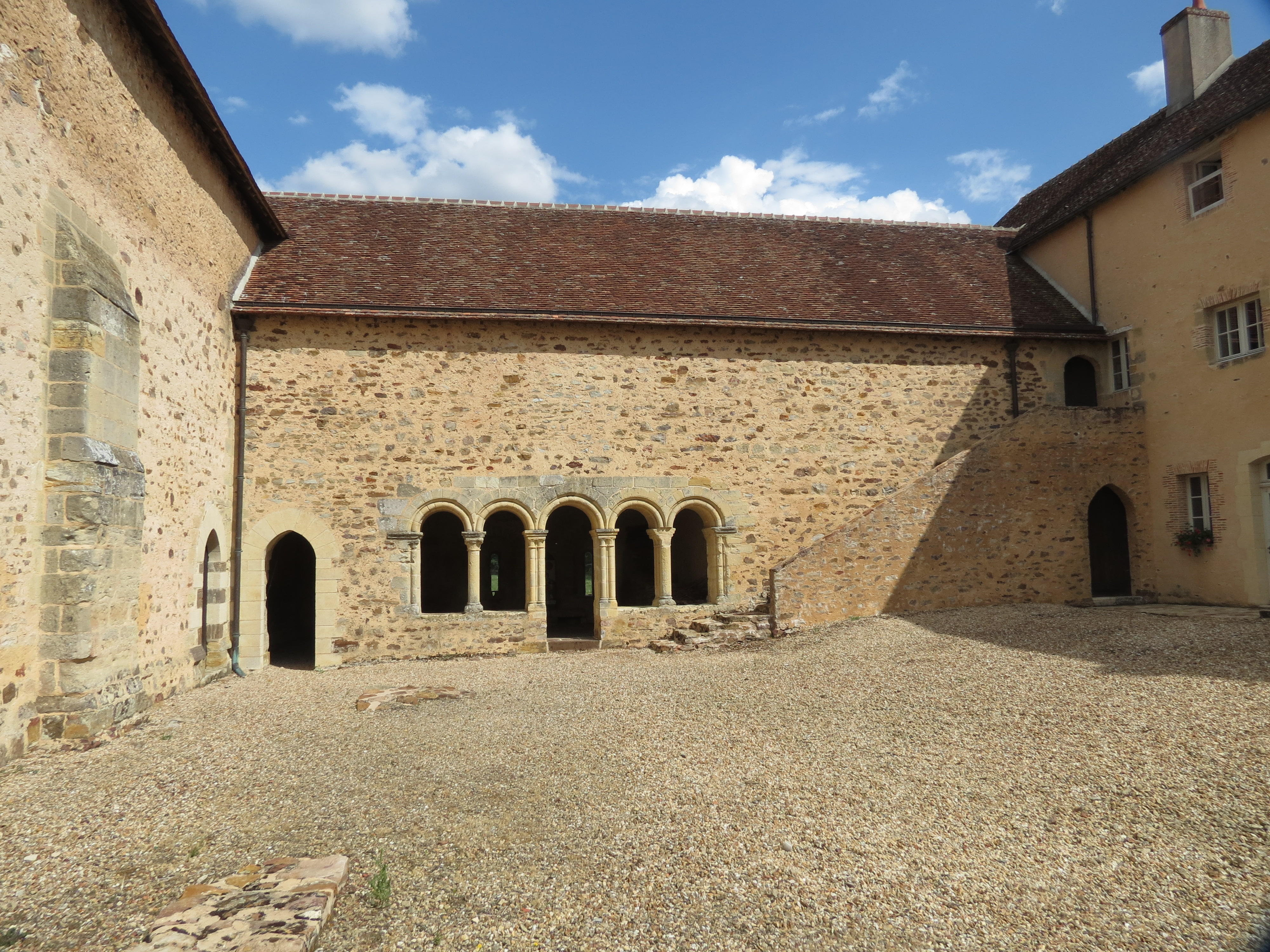
Cour intérieure du prieuré de Fontblanche.

### Lieux et monuments
- Le prieuré de Fontblanche, datant du XIIe siècle était rattaché à l'ordre de Grandmont. Partiellement classé au titre des monuments historiques en 1980, il se trouve en partie sur la limite sud de la commune et au nord de Genouilly (Cher).
- L'église Saint-Aignan initiée au XIe siècle, remaniée au XIIIe siècle et en 1841.

### Personnalités liées à la commune
- Camille Beuve, acteur né à Maray (1871-1946).
- Georges Daudu, maire né et mort à Maray (1919-2009).

### Héraldique
| Blason de Maray | Blason  | D'or à une fleur de lys d'azur en pointe ; au chef de même chargé de la lettre capitale M du champ. |
| Blason de Maray | Détails | Adopté le 17 janvier 2012                                                                           |